# 維爾霍伊特冰原島峰
81°39′S 154°55′E / 81.650°S 154.917°E
維爾霍伊特冰原島峰（英語：Wilhoite Nunataks）是南極洲的冰原島峰，位於奧次地，處於全黑冰原島峰西南面22公里，該島峰現時由南極條約體系管理。